# Sinophorus striatus
Sinophorus striatus är en stekelart som beskrevs av Sanborne 1984. Sinophorus striatus ingår i släktet Sinophorus och familjen brokparasitsteklar. Inga underarter finns listade i Catalogue of Life.